# Hafslundbanen
Hafslundbanen var en industribane mellem Hafslund i Sarpsborg og Sundløkka i Fredrikstad i Norge. Banen, der var en sidebane til Østfoldbanen, blev åbnet 20. marts 1898 som den første elektriske normalsporede jernbane i Norge. Det oprindelige baneforløb blev nedlagt i 1973 i forbindelse med bygningen af Sandesund bru.
Banen blev benyttet af Hafslund Smelteverk til transporter til deres anlæg og til havnen i Sundløkka. Den blev elektrificeret med 600 V jævnstrøm. De 2 km fra anlægget til havnet blev nedlagt i 1967 efter at være blevet ødelagt af oversvømmelser, mens resten af banen blev nedlagt seks år senere. Samtidig blev en ny strækning uden elektrificering taget i brug mellem Østfoldbanen syd for Hafslund kapell og smelteværket. Den nye bane var i drift til begyndelsen af 1980'erne og blev fjernet i 2001. Et lokomotiv er bevaret hos veteranbanen Krøderbanen.